# Psychotria baladensis
Psychotria baladensis är en måreväxtart som först beskrevs av Henri Ernest Baillon, och fick sitt nu gällande namn av André Guillaumin. Psychotria baladensis ingår i släktet Psychotria och familjen måreväxter. Inga underarter finns listade i Catalogue of Life.